# لشکر ۷۷ پیاده خراسان

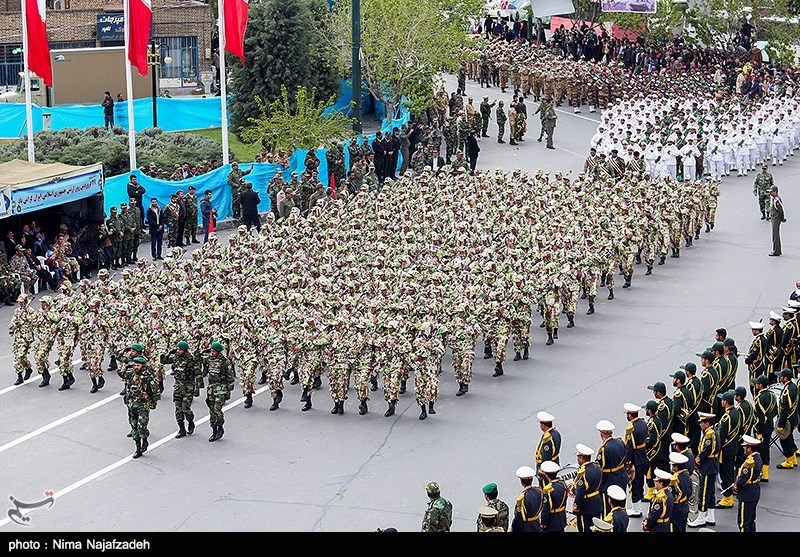
رژه نیروهای لشکر ۷۷ خراسان به‌مناسبت روز ارتش در سال ۱۳۹۷، مشهد

لشکر ۷۷ پیاده خراسان معروف به لشکر ۷۷ پیروز خراسان لشکر پیاده مکانیزه و قرارگاه تاکتیکی نیروی زمینی ارتش ایران، مستقر در مشهد است، که به‌عنوان یکی از مهم‌ترین یگان‌های نظامی شرق کشور شناخته می‌شود. پیشینه شکل‌گیری این یگان به دهه ۱۳۱۰ و تشکیل لشکر ۹ شرق توسط نیروی زمینی شاهنشاهی ایران بازمی‌گردد. لشکر ۷۷ خراسان بزرگ‌ترین یگان مکانیزه در ایران و خاورمیانه، چهارم در آسیا و بیست‌ویکم در جهان می‌باشد.
تیپ‌های تابعه لشکر ۷۷ خراسان در خلال جنگ ایران و عراق در اغلب عملیات‌های گسترده نیروهای مسلح ایران، به‌عنوان یگان عمل‌کننده حضور داشتند. این لشکر در عملیات ثامن‌الائمه، که به شکست حصر آبادان انجامید، نقش کلیدی داشت و به همین دلیل نام آن توسط شورای عالی امنیت ملی به لشکر ۷۷ ثامن‌الائمه تغییر یافت. این یگان به‌عنوان یک قرارگاه عملیاتی، دارای ۳ تیپ تابعه بنام‌های تیپ ۱۷۷ تربت حیدریه، تیپ ۲۷۷ قوچان و تیپ ۳۷۷ مشهد می‌باشد. هم‌اکنون سرتیپ‌دوم عبدالرحمن ساسانیان فرماندهی لشکر ۷۷ خراسان را برعهده دارد.

## تاریخچه

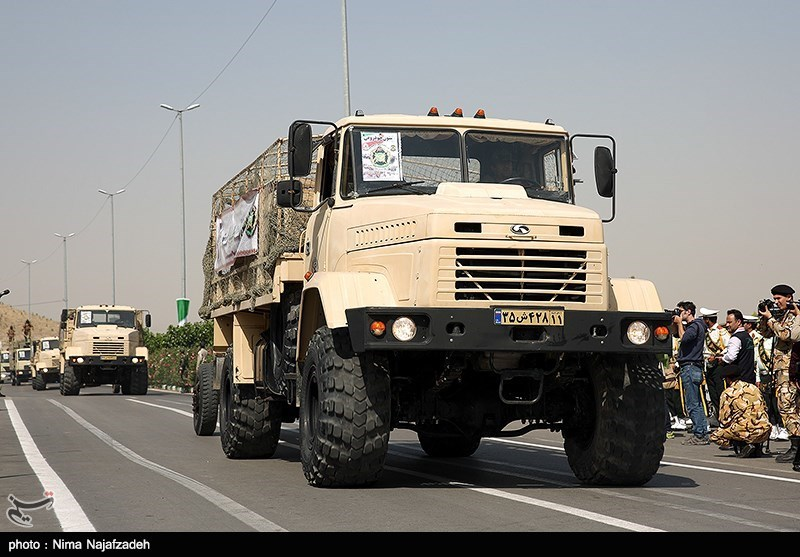
ستون خودرویی لشکر ۷۷ خراسان

پیشینه شکل‌گیری لشکر ۷۷ پیاده خراسان به دهه ۱۳۱۰ و تشکیل لشکر ۹ شرق توسط نیروی زمینی شاهنشاهی ایران بازمی‌گردد. در جریان جنگ جهانی دوم که ارتش سرخ شوروی در شهریور سال ۱۳۲۰ از مرزهای شمالی و شمال شرقی ایران، به‌سوی خراسان حمله‌ور شد، یگان‌های مختلف لشکر شرق (خراسان) با استفاده از امکانات خود در چند محور، در مقابل پیشروی قوای شوروی ایستادگی کردند و تیپ مشهد در گردنه مزدوران (جاده سرخس) و تیپ قوچان در باجگیران و گردنه غلامان (شمال بجنورد) خساراتی به نیروهای ارتش سرخ وارد نمودند، تا آنکه با صدور دستور «آتش‌بس و ترک مخاصمه»، یگان‌های ارتش شاهنشاهی ایران، از جمله لشکر ۹ شرق، از جنگ دست کشیدند و مطابق دستور، به‌سوی تربت‌حیدریه عقب‌نشینی کردند. این نخستین رویارویی این یگان در یک جنگ واقعی بود. در پی سقوط سلطنت رضاشاه و توافق دولت ایران با نیروهای متفقین برای بازسازی ارتش شاهنشاهی ایران، لشکر خراسان ۶ ماه پس از انحلال دوباره، در سربازخانه‌های موقت تشکیل شد، تا آنکه با خروج نیروهای شوروی از شمال خراسان در سال ۱۳۲۴ یگان‌های این لشکر نیز به پادگان‌های اصلی خود بازگشتند.
در فاصله سال‌های ۱۳۴۹ تا ۱۳۵۷ نیز مأموریت‌هایی به لشکر خراسان واگذار شد، که از جمله می‌توان به اعزام به منطقه جنوب اَروندرود (مرز ایران و عراق)، حفاظت از تأسیسات نفتی خوزستان، اعزام به کشور عمان برای کمک به پادشاه عمان در سرکوب شورش ظُفار، شرکت در مانور نظامی مشترک کشورهای عضو «پیمان سِنتو» در پاکستان، اعزام نفرات و یگان‌هایی تحت عنوان «نیروهای پاسدار صلح سازمان ملل متحد» به کشور ویتنام در خلال جنگ ویتنام و نیز اعزام نیرو به بلندی‌های جولان اشاره کرد.

## سازمان
قرارگاه عملیاتی لشکر ۷۷ پیاده خراسان، دارای ۴ تیپ تابعه است، که شامل ۳ تیپ پیاده مکانیزه و ۱ تیپ زرهی می‌باشد:
- تیپ ۱۷۷ پیاده تربت حیدریه
- تیپ ۲۷۷ پیاده قوچان
- تیپ ۳۷۷ پیاده مشهد

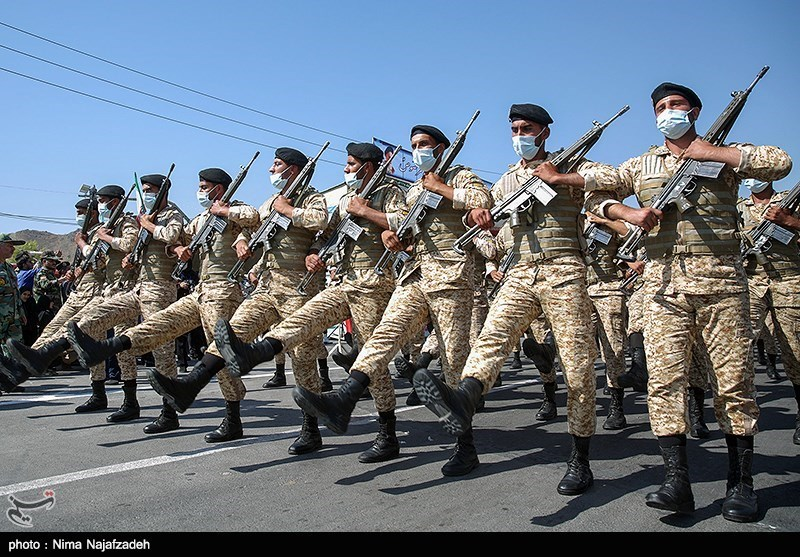
رژه نیروهای لشکر ۷۷ پیاده خراسان در مشهد

- تیپ ۳۸ زرهی تربت جام (تحت امر در هنگام نبرد)

## جنگ ایران و عراق
مأموریت لشکر ۷۷ خراسان در جنگ ایران و عراق، حدود ۱۲ سال به طول انجامید، که ۸ سال از آن با درگیری و جنگ مستقیم همراه بود و ۴ سال آخر آن، با وضعیت؛ «نه جنگ، نه صلح» سپری شد. لشکر ۷۷ خراسان در طول سالهای جنگ، در بیشتر عملیات‌های اصلی نیروهای مسلح ایران، حضور فعال یا پشتیبانی‌کننده داشت، که موثرترین آن‌ها اجرای عملیات ثامن‌الائمه بود، عملیاتی که منجر به شکست حصر آبادان شد. لشکر ۷۷ خراسان در خلال جنگ ایران و عراق در مجموع در ۲۲ عملیات گسترده و محدود شرکت داشت، که برای نمونه می‌توان به؛ عملیات فتح‌المبین، عملیات بدر، عملیات نصر، عملیات مرصاد اشاره کرد.

### عملیات ثامن‌الائمه
در ابتدای جنگ ایران و عراق، با هدف شکست حلقه محاصره آبادان، در آبان‌ماه ۱۳۵۹ قرارگاه مقدم نیروی زمینی ارتش، به لشکر ۷۷ خراسان مأموریتی جهت انهدام بخشی از نیروهای ارتش عراق که در شرق کارون مستقر بودند را ابلاغ نمود. در این راستا با درخواست فرمانده وقت لشکر ۷۷ خراسان؛ سرهنگ شهاب‌الدین جوادی، واحدهایی از این لشکر که در کردستان بودند، به منطقه جنوب اعزام شدند، همچنین تیپ ۳۷ زرهی شیراز نیز زیر امر لشکر ۷۷ خراسان قرار گرفت. از ۲۸ اسفند ۱۳۵۹ فرماندهی قرارگاه اروند که در ماهشهر مستقر شده بود نیز به لشکر ۷۷ انتقال یافت. اولین جلسه ستادی در فروردین‌ماه ۱۳۶۰ تشکیل شد و ۶ ماه بعد، طرح لشکر ۷۷ خراسان در جلسه ۱۵ شهریورماه ۱۳۶۰ در ستاد فرماندهی واقع در ماهشهر، با حضور ریاست ستاد مشترک ارتش؛ ولی‌الله فلاحی، فرمانده نیروی زمینی ارتش؛ قاسمعلی ظهیرنژاد و نماینده فرمانده کل سپاه پاسداران؛ یحیی رحیم‌صفوی ارائه گردید. در این جلسه به درخواست فرمانده لشکر ۷۷ خراسان، این عملیات؛ ثامن‌الائمه نام‌گذاری شد. لشکر ۷۷ پیاده خراسان با ۳ تیپ؛ به استعداد ۱۹ هزار نفر، در عملیات ثامن‌الائمه حضور پیدا کرد و در پیروزی نیروهای مسلح ایران در این عملیات، نقش محوری داشت.

### تلفات جنگ
در طول جنگ ایران و عراق، تعداد ۵ هزار و ۳۶۷ نفر از پرسنل لشکر ۷۷ خراسان کشته شدند، همچنین شمار ۱۵ هزار و ۹۴۹ نفر مجروح (جانباز) و بیش از ۲ هزار و ۸۶۵ نفر نیز به اسارت نیروهای ارتش عراق درآمدند.

### لقب پیروز
لشکر ۷۷ پیاده خراسان یکی از اولین واحدهای رزمی ارتش بود، که با شروع جنگ ایران و عراق، توانست خود را به منطقه نبرد برساند. تیپ‌های زیرمجموعه این لشکر، در عملیات‌های منجر به شکستن حصر آبادان، بعنوان یگان‌های عمل‌کننده، نقشی کلیدی را برعهده داشتند. پس از اینکه لشکر ۷۷ خراسان با مشارکت سایر واحدها، محاصره آبادان را شکست، لقب پیروز به لشکر ۷۷ خراسان اعطا شد و پس از عملیات ثامن‌الائمه، با تصویب شورای عالی دفاع، در تاریخ ۱۱ مهر ۱۳۶۰ نام این لشکر به «لشکر پیروز خراسان» تغییر یافت.

## فرماندهان
سرلشکر عطاالله صالحی؛ جانشین پیشین رئیس ستاد کل نیروهای مسلح و فرمانده سابق کل ارتش، سرتیپ احمدرضا پوردستان؛ رئیس مرکز مطالعات راهبردی ارتش و فرمانده پیشین نیروی زمینی ارتش، سرتیپ مختار راعی و نیز سرتیپ علی جهانشاهی؛ معاون هماهنگ‌کننده نیروی زمینی ارتش، از جمله فرماندهان ارشد ارتش می‌باشند، که در ادوار پیشین فرماندهی لشکر ۷۷ خراسان را برعهده داشته‌اند. در حال حاضر سرتیپ‌دوم ضرغام مرادی فرماندهی این لشکر را برعهده دارد. پیش‌تر سرتیپ دوم محمدحسین مستشاری، مسئولیت فرماندهی قرارگاه عملیاتی لشکر ۷۷ خراسان را برعهده داشت و پیش از وی نیز سرتیپ مرتضی محمدی عهده‌دار این سمت بود.

## نگارخانه

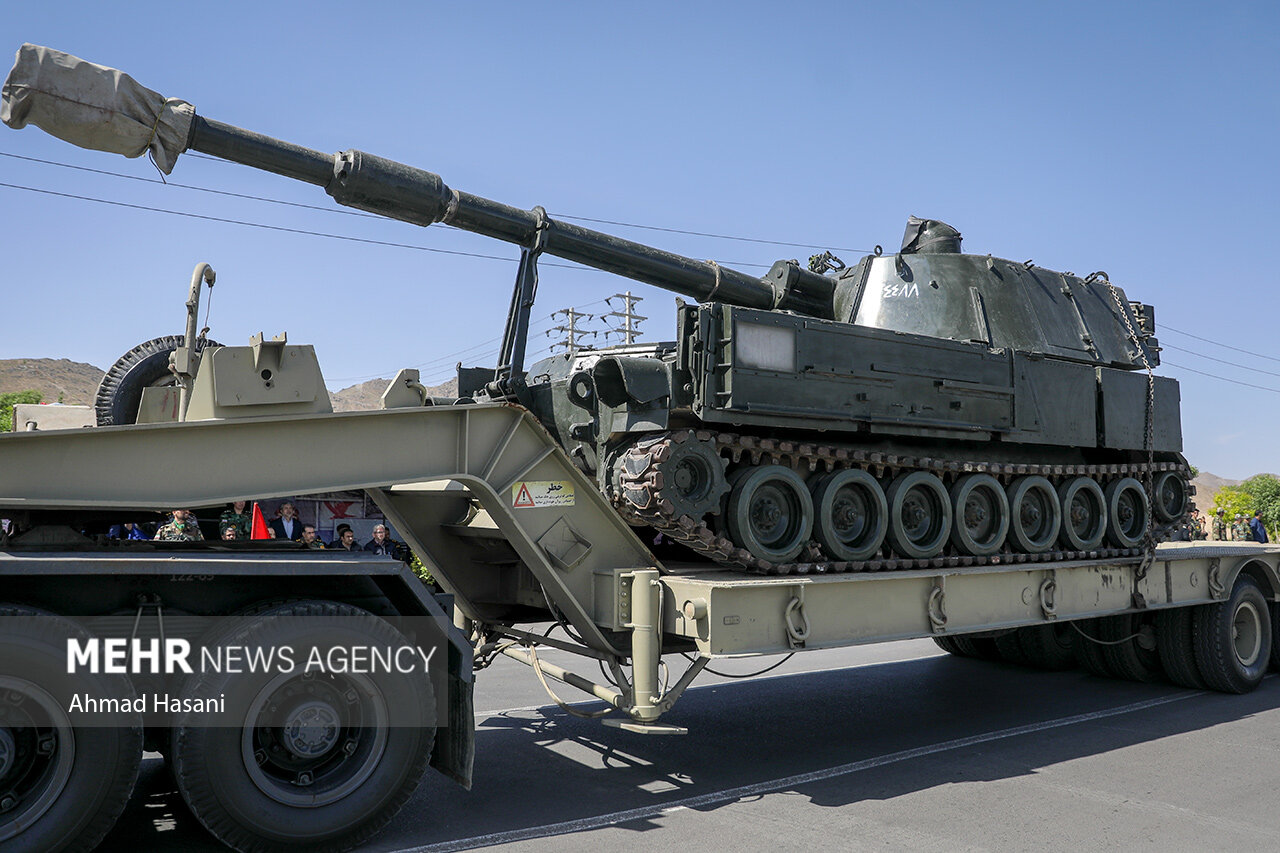
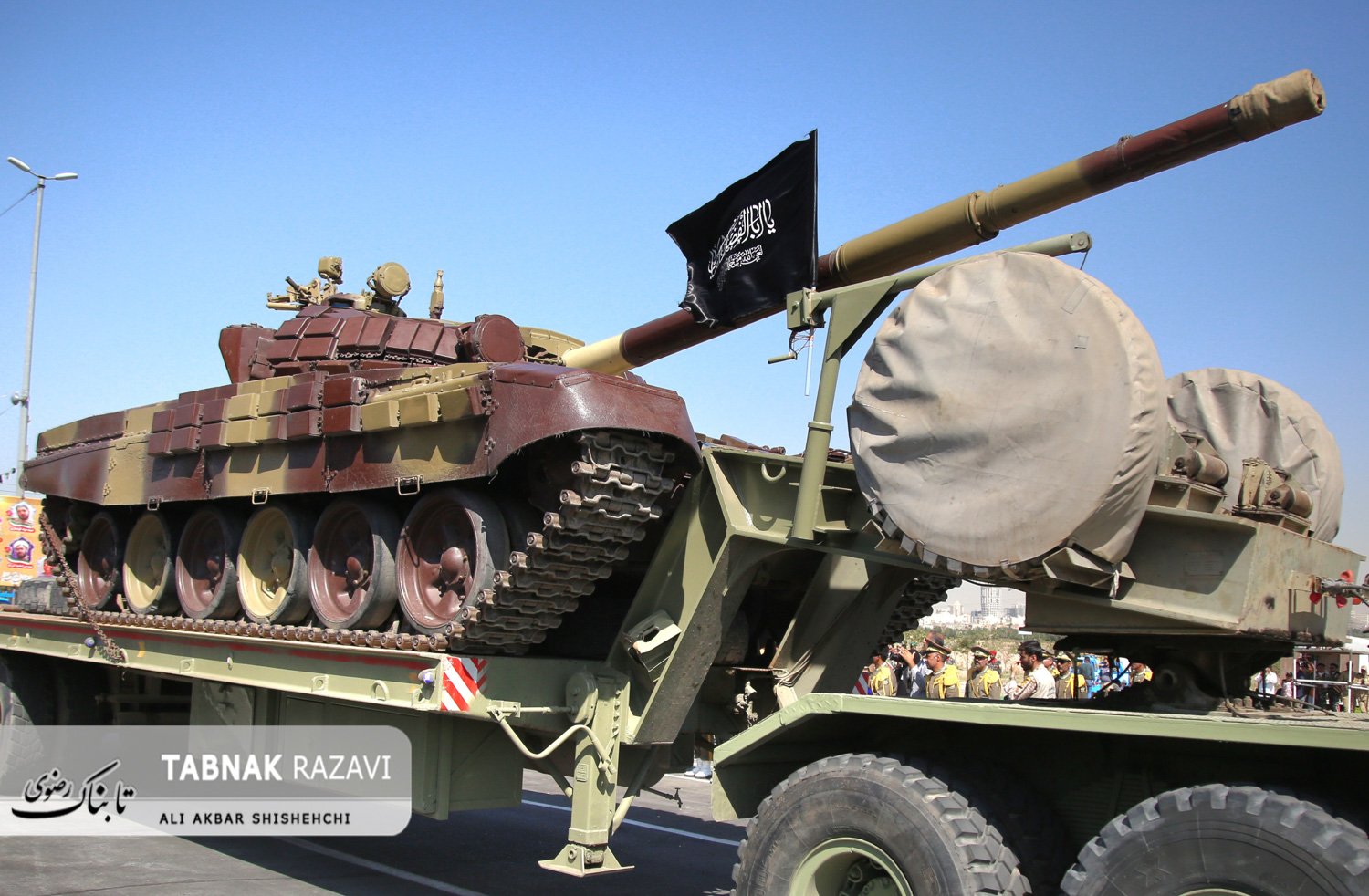
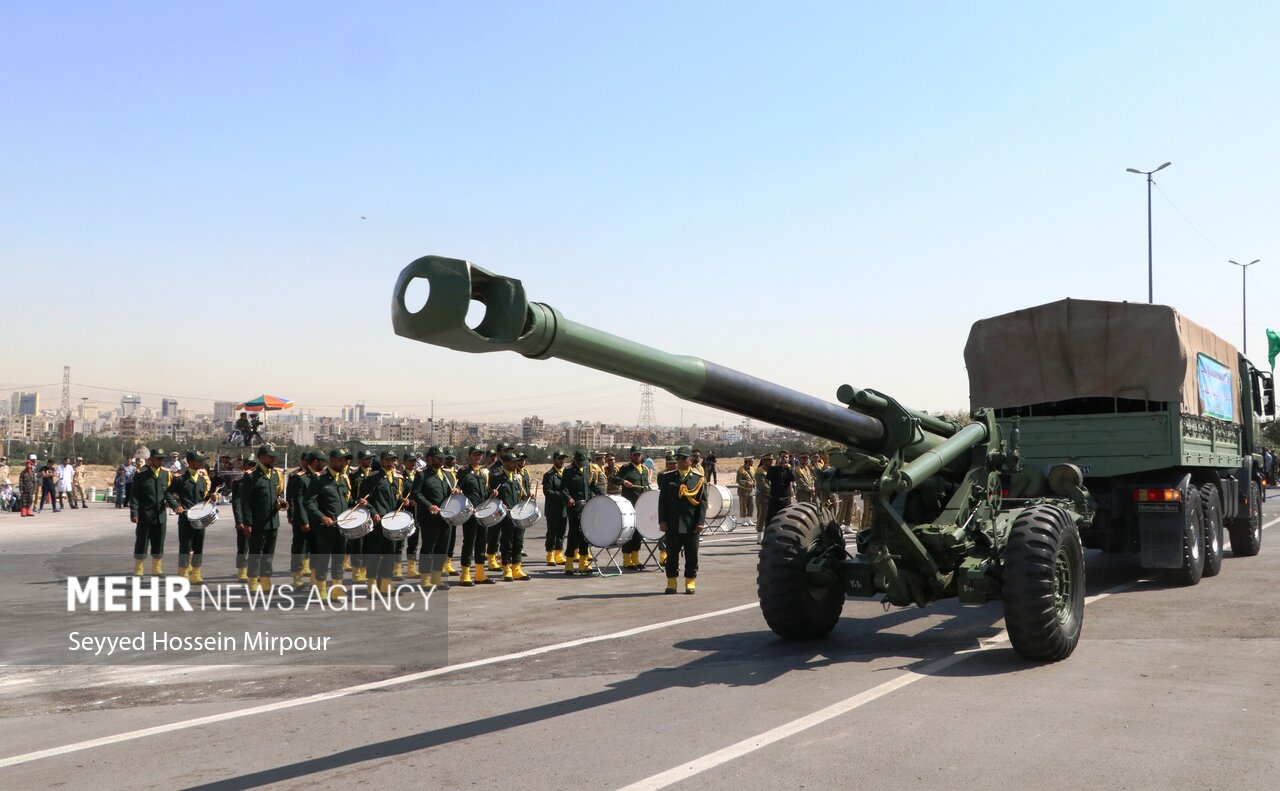
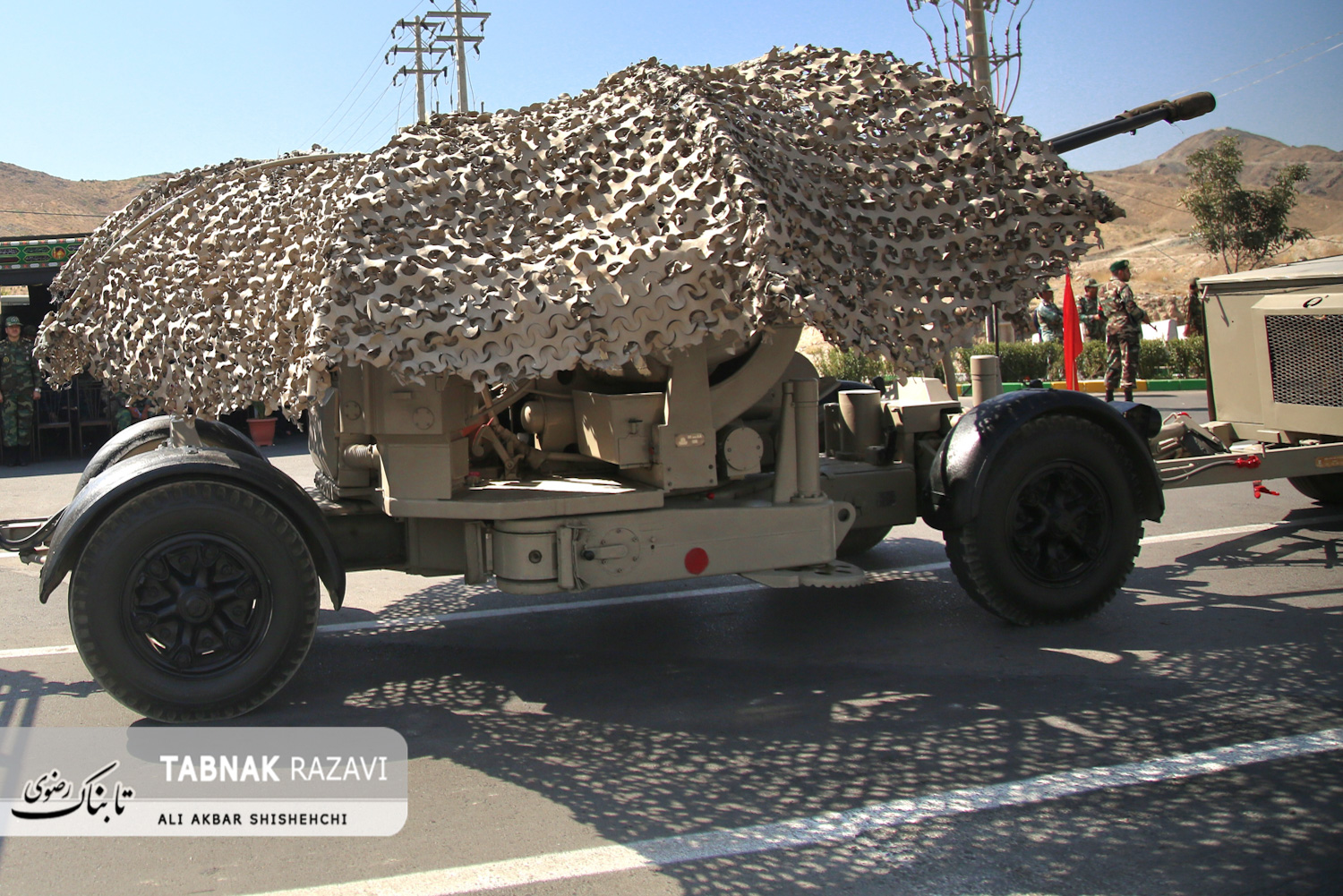
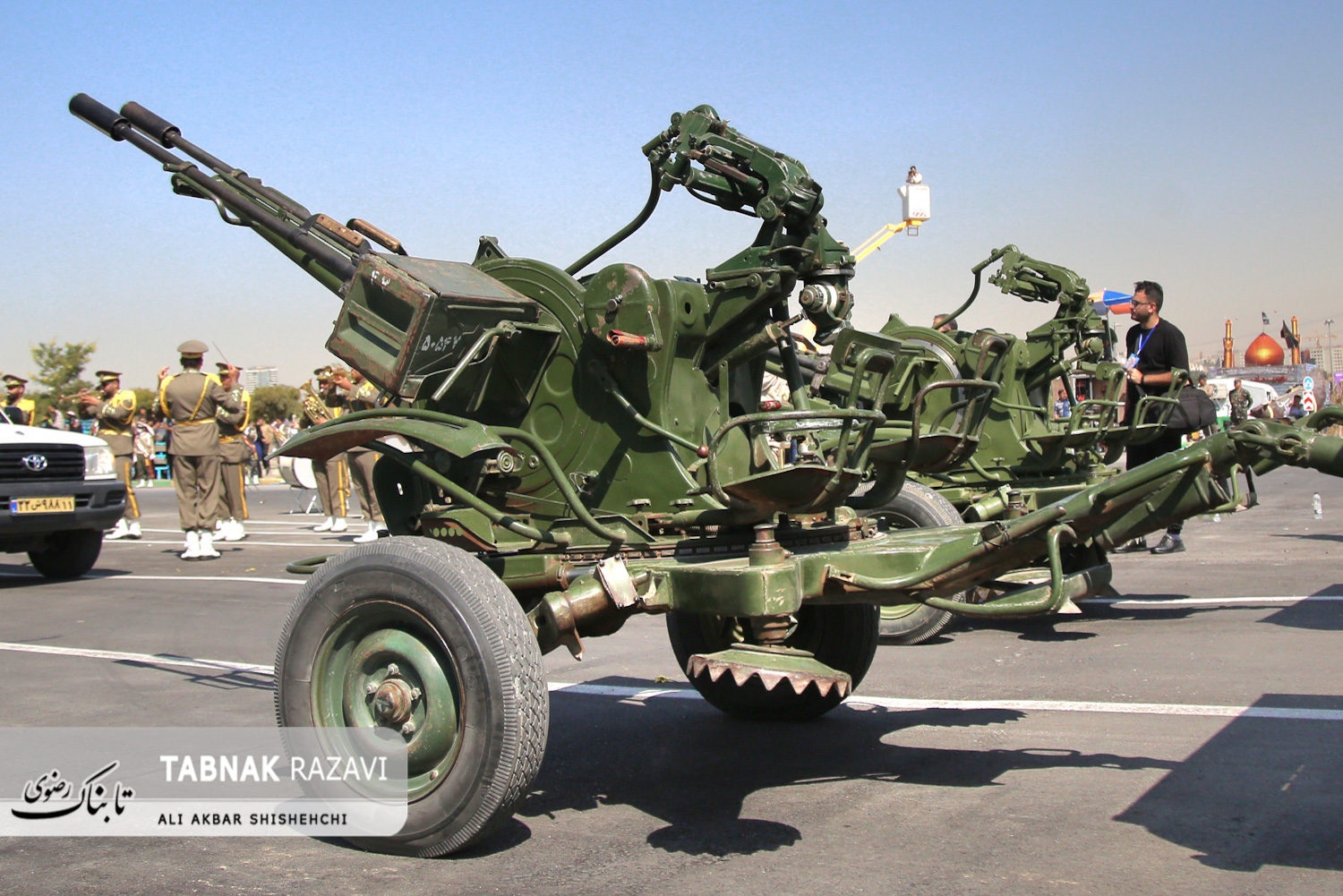
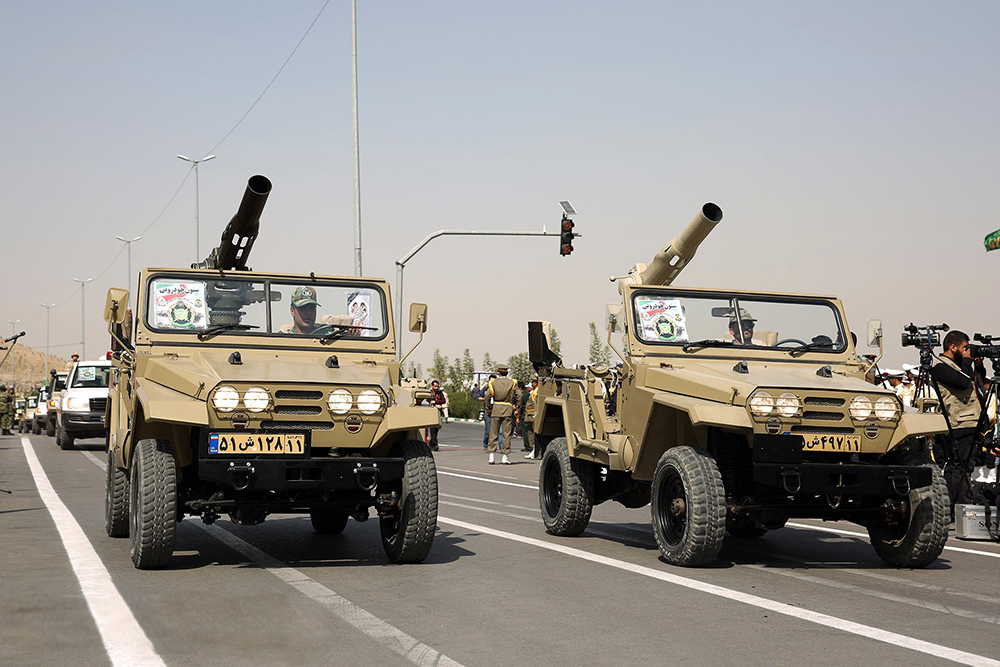
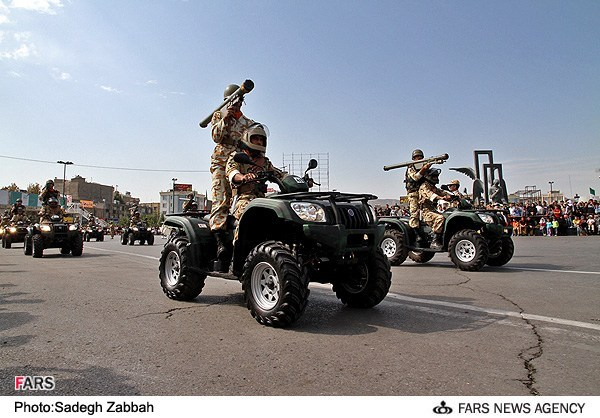
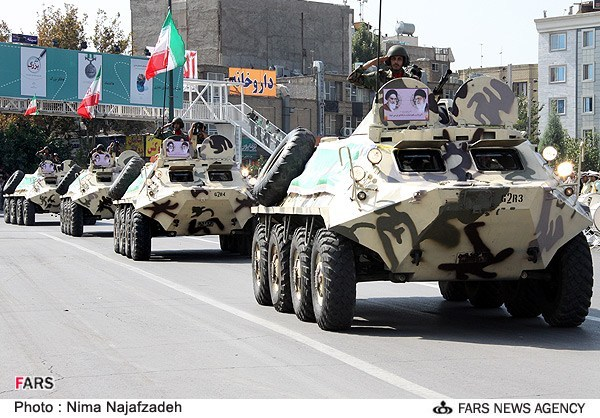
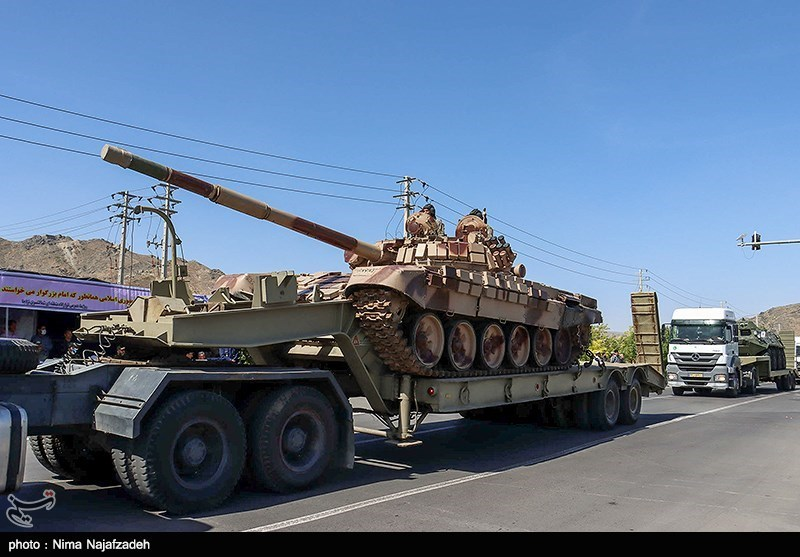
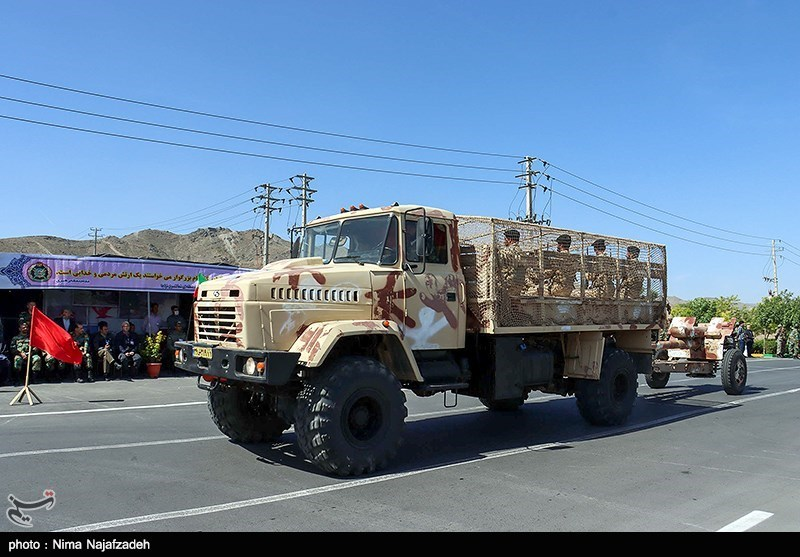
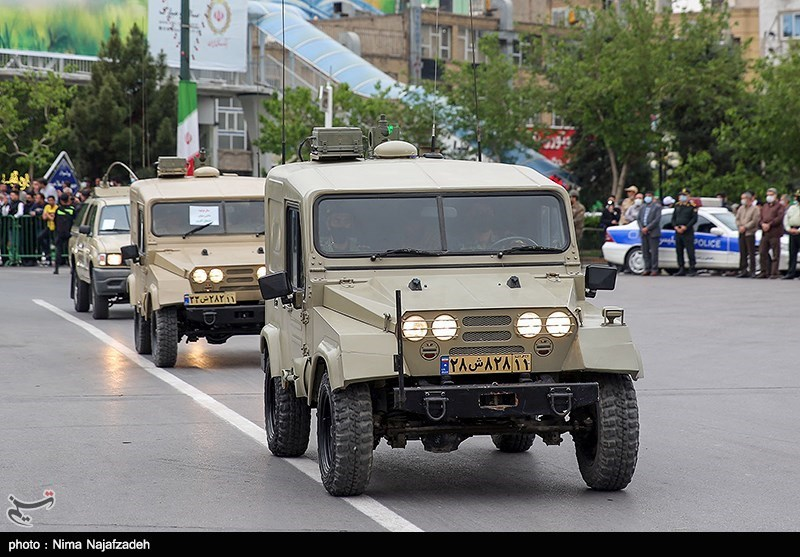
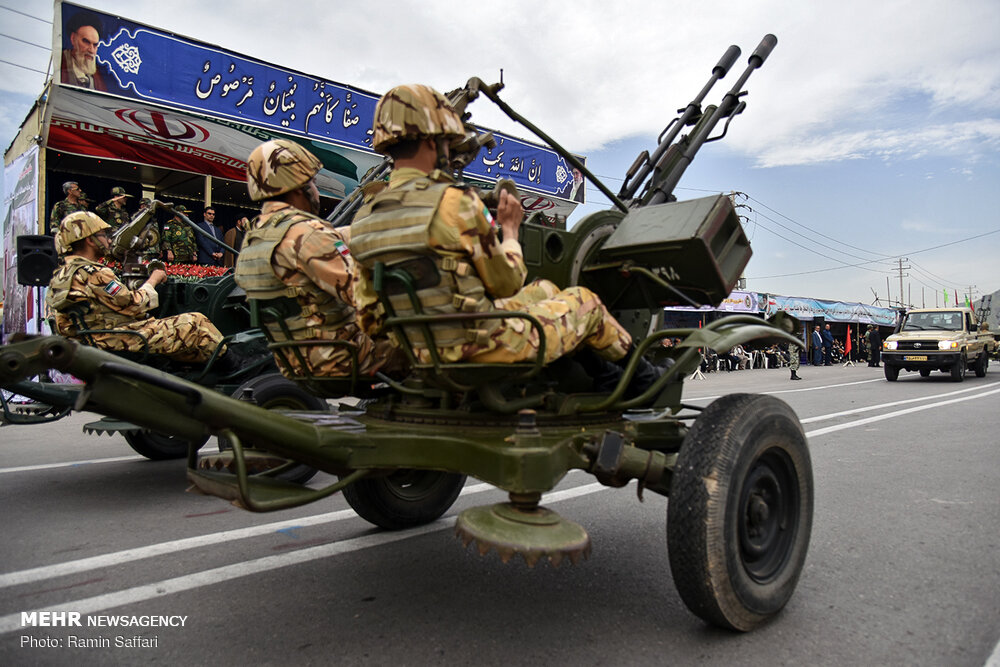
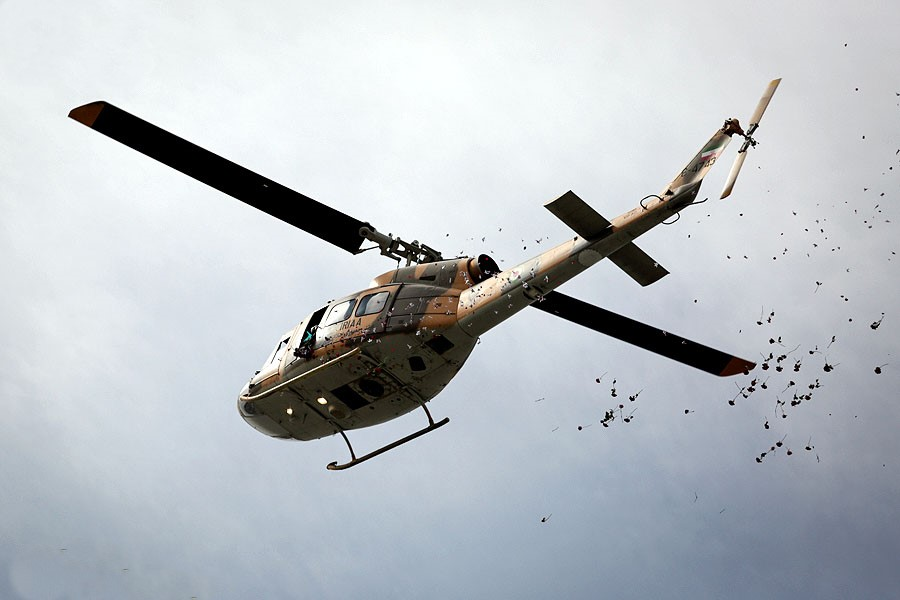
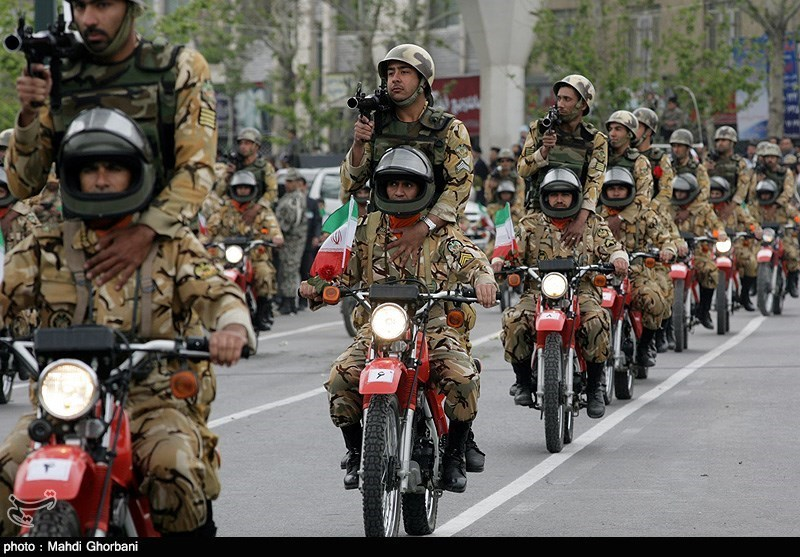
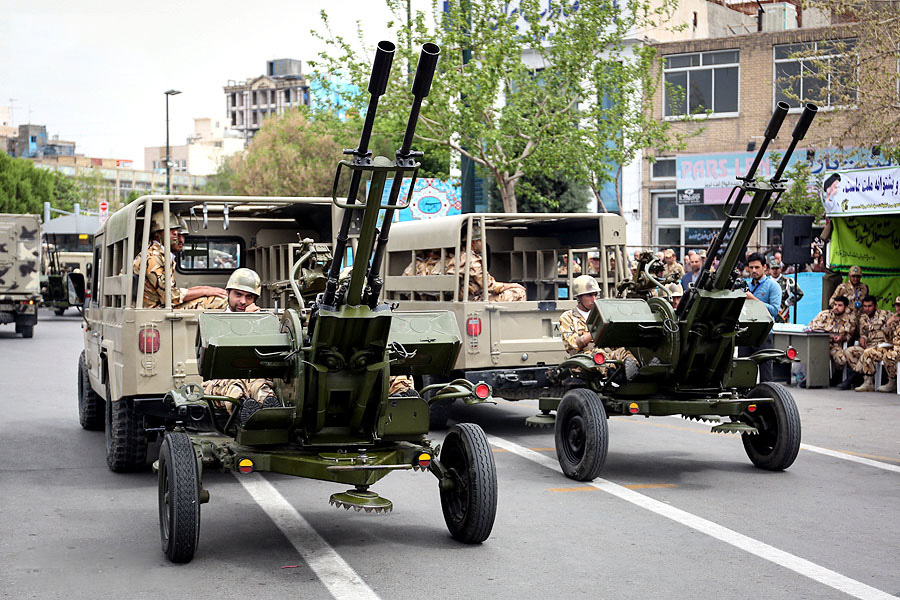